# Copa de la Reina de Fútbol 1983
La Copa de la Reina de Fútbol de 1983, y oficialmente Campeonato de España de 1983, fue la primera edición del Campeonato de España-Copa de Su Majestad la Reina reconocida por la Federación Española. Denominada así por la cesión de una copa de plata de la reina consorte Sofía de Grecia, se disputó entre los días 8 y 22 de mayo de 1983 en Madrid, siendo conquistada por las gallegas del Karbo Club de Fútbol al vencer por 4-1 al Club Deportivo Porvenir madrileño.
Ocho fueron los equipos contendientes, uno por cada federación regional. Así participaron sociedades de fútbol de Andalucía, Aragón, Baleares, Castilla y Madrid, Cataluña, Galicia, Tenerife (Canarias) y Vizcaya.
Al igual que su competición homóloga masculina se disputó en eliminatorias directas, comenzando debido al número de participantes desde la ronda de cuartos de final. El todavía poco asentado fútbol femenino hizo que se dieran particularidades en los enfrentamientos, como disparidad en sus resoluciones o equipos retirados. Así, hubo eliminatorias que se resolvieron con un único encuentro, otras sin disputarse partidos, y otras con enfrentamiento a ida y vuelta.

## Desarrollo
Tras la inclusión del fútbol femenino en las competencias de la Real Federación Española de Fútbol en 1980, hubo un primer intento de celebrar el Campeonato en 1981, que de hecho llegó a producirse, si bien no es reconocido por el estamento federativo. Fue su antecedente directo, el campeonato homenaje a la Reina Sofía —denominado como Copa Reina Sofía—, fue celebrado en Tarragona y cuyo trofeo costeó el gobernador civil Francisco Robert Graupera. Dio cuenta del amateurismo en el que todavía se encontraba el fútbol femenino, pero pese a ello su éxito hizo que al año siguiente se celebrase una segunda edición, que tampoco cuenta con oficialidad. Fue el precedente para que esta vez sí, en 1983, la federación organizase el primer certamen oficial a semejanza del fútbol masculino, con sendo trofeo donado por la reina consorte que en adelante sería obtenida en propiedad por aquel club que ganara el torneo durante tres años consecutivos o cinco alternos, normativa vigente en la actualidad.
Como curiosidad en la comparativa femenina-masculina, el generalizado como Campeonato de España de Copa, fue en ambos géneros la primera competición establecida a nivel nacional.
En su primera edición tomaron parte los ocho campeones de las distintas ligas organizadas por las federaciones regionales de la temporada 1982-83.[cita requerida]
Hay que subrayar que en aquella época, los partidos de fútbol femenino duraban solo 70 minutos, y se jugaba con balones más ligeros que en el fútbol masculino.

### Participantes
| Equipos participantes        | Equipos participantes   | Equipos participantes | Equipos participantes       |
| ---------------------------- | ----------------------- | --------------------- | --------------------------- |
| Unión Deportiva La Llave     | Club Deportivo Porvenir | Txorierri Neskak      | Peña Barcelonista Barcilona |
| Club Deportivo Garrapinillos | Club Deportivo CIDE     | Karbo Club de Fútbol  | Unión Risco                 |

## Fase final
|  | Cuartos de final       | Cuartos de final       | Cuartos de final       |       |                 | Semifinales        | Semifinales        |                 |                  | Final              | Final              |  |
|  | 8 y 15 de mayo de 1983 | 8 y 15 de mayo de 1983 | 8 y 15 de mayo de 1983 |       |                 | 19 de mayo de 1983 | 19 de mayo de 1983 |                 |                  | 22 de mayo de 1983 | 22 de mayo de 1983 |  |
|  |                        |                        |                        |       |                 |                    |                    |                 |                  |                    |                    |  |
|  |                        |                        |                        |       |                 |                    |                    |                 |                  |                    |                    |  |
|  | C. D. CIDE             | 0                      | -                      |       |                 |                    |                    |                 |                  |                    |                    |  |
|  | C. D. CIDE             | 0                      | -                      |       |                 |                    |                    |                 |                  |                    |                    |  |
|  | P. B. Barcilona        | 3                      | -                      |       |                 |                    |                    |                 |                  |                    |                    |  |
|  | P. B. Barcilona        | 3                      | -                      |       | P. B. Barcilona | 2 (2)              |                    |                 |                  |                    |                    |  |
|  |                        |                        |                        |       | P. B. Barcilona | 2 (2)              |                    |                 |                  |                    |                    |  |
|  |                        |                        | Karbo C. F. (p.)       | 2 (3) |                 |                    |                    |                 |                  |                    |                    |  |
|  | Txorierri Neskak       | 2                      | Karbo C. F. (p.)       | 2 (3) | 0               |                    |                    |                 |                  |                    |                    |  |
|  | Txorierri Neskak       | 2                      |                        |       |                 |                    |                    |                 |                  |                    |                    |  |
|  | Karbo C. F.            | 7                      | 3                      |       |                 |                    |                    |                 |                  |                    |                    |  |
|  | Karbo C. F.            | 7                      | 3                      |       |                 |                    |                    |                 | Karbo C. F.      | 4                  |                    |  |
|  |                        |                        |                        |       |                 |                    |                    |                 | Karbo C. F.      | 4                  |                    |  |
|  |                        |                        | C. D. Porvenir         | 1     |                 |                    |                    |                 |                  |                    |                    |  |
|  | U. D. La Llave (Inc.)  | -                      | C. D. Porvenir         | 1     | -               |                    |                    |                 |                  |                    |                    |  |
|  | U. D. La Llave (Inc.)  | -                      |                        |       |                 |                    |                    |                 |                  |                    |                    |  |
|  | Unión Risco            | -                      | -                      |       |                 |                    |                    |                 |                  |                    |                    |  |
|  | Unión Risco            | -                      | -                      |       | U. D. La Llave  | 2                  |                    |                 | 3.er y 4.º lugar | 3.er y 4.º lugar   |                    |  |
|  |                        |                        |                        |       | U. D. La Llave  | 2                  |                    |                 | 3.er y 4.º lugar | 3.er y 4.º lugar   |                    |  |
|  |                        |                        | C. D. Porvenir         | 4     |                 |                    |                    |                 |                  |                    |                    |  |
|  | C. D. Porvenir         | 3                      | C. D. Porvenir         | 4     | -               |                    |                    | P. B. Barcilona | 7                |                    |                    |  |
|  | C. D. Porvenir         | 3                      |                        |       |                 |                    |                    | P. B. Barcilona | 7                |                    |                    |  |
|  | C. D. Garrapinillos    | 1                      | -                      |       |                 |                    |                    |                 |                  | U. D. La Llave     | 0                  |  |
|  | C. D. Garrapinillos    | 1                      | -                      |       |                 |                    |                    |                 |                  | U. D. La Llave     | 0                  |  |
|  |                        |                        |                        |       |                 |                    |                    |                 |                  |                    |                    |  |

## Final
| Final; 22 de mayo de 1983 | Karbo C. F.                                  | 4 - 1   | C. D. Porvenir     | Las Margaritas, Getafe                               |                                                      |
| | Rory 7' · Inma Castañón 39' 57' · Merchi 47' | Reporte | 53' Yolanda García | Asistencia: 1900 espectadores Árbitro(s): Díez Frías | Asistencia: 1900 espectadores Árbitro(s): Díez Frías |
| Duración del encuentro de 80 minutos, dividido en dos partes de 40 cada una a diferencia del resto de encuentros (60 minutos). |                                              |         |                    |                                                      |                                                      |